# Corallina millegrana
Corallina millegrana Lamarck, 1815  é o nome botânico  de uma espécie de algas vermelhas pluricelulares do gênero Corallina.
- São algas marinhas encontradas nas Ilhas Canárias.

## Sinonímia
Não apresenta sinônimos.